# Porta Cornelia
La Porta Cornelia era una delle porte che si aprivano nella cinta delle Mura aureliane di Roma. 

## Descrizione
Era la più settentrionale delle quattro porte sulla riva destra del Tevere, e si trovava probabilmente nei pressi del Ponte Elio (oggi ponte S. Angelo), nel punto dove iniziava l'antica via Cornelia che dal ponte seguiva all'incirca il tracciato dell'attuale Via della Conciliazione per proseguire oltre il colle Vaticano. Da qui si originava anche, seguendo per un breve tratto il fiume e poi piegando a destra dalle parti dell'attuale Porta Santo Spirito, la via Aurelia nova, e la porta era infatti chiamata anche “Porta Aurelia”, circostanza che nel tempo ha creato non poca confusione con l'altra Porta Aurelia (l'attuale Porta San Pancrazio) da cui partiva la via Aurelia vetus. Da non escludere che il nome di “Aurelia” derivi non dalla via, ma piuttosto dal mausoleo di Adriano in cui erano sepolti molti rappresentanti della nobile gens Aurelia. In epoca cristiana assunse il nome di “Porta San Pietro”, per la vicinanza con l'omonima basilica vaticana, la cui edificazione interruppe e di fatto soppresse il tratto iniziale della via Cornelia.
Sebbene sia scomparsa molto presto, la sua posizione è abbastanza ben attestata, in quanto diversi documenti antichi la citano indirettamente come protetta dal torrione sporgente dal mausoleo di Adriano, il cui inglobamento nelle mura risale agli anni 401-403, quando l'imperatore Onorio inserì nella cerchia cittadina anche il colle Vaticano che già l'imperatore Aureliano aveva dovuto escludere. Secondo alcune fonti potrebbe però risalire direttamente all'epoca aureliana, verso il 270, forse a difesa del ponte Elio che era collegato al mausoleo con due ali di muro. 
Le notizie sulla sua struttura originaria sono praticamente inesistenti e comunque molto incerte, ed anche l'aspetto successivo non è chiaramente attestato. In un resoconto che è rimasto della solenne cerimonia celebrata da papa Leone IV il 27 giugno 852 per l'inaugurazione delle mura leonine, si parla di una “posterula”, ma forse si riferisce ad un'apertura secondaria nelle immediate vicinanze, la posterula Sant'Angelo, probabilmente verso l'inizio di via della Conciliazione. Esistono comunque due antiche rappresentazioni della porta, una precedente al papa Alessandro VI (con architrave, immagini sacre e una croce) e l'altra successiva al suo restauro (ad arco, con bugnatura e merli), del 1493.